# فرودگاه بین‌المللی استن استراوبل
فرودگاه بین‌المللی استن استراوبل (به انگلیسی: Austin Straubel International Airport) یک فرودگاه همگانی بهره‌برداری هوایی با کد یاتا GRB است که یک باند فرود بتن دارد و طول باند آن ۲۳۴۷ متر است. این فرودگاه در کشور ایالات متحده آمریکا قرار دارد و در ارتفاع ۲۱۲ متری از سطح دریا واقع شده‌است.